# Macropsis decisa
Macropsis decisa är en insektsart som beskrevs av Hamilton 1983. Macropsis decisa ingår i släktet Macropsis och familjen dvärgstritar. Inga underarter finns listade i Catalogue of Life.